# Batalha de Naseby
A Batalha de Naseby ocorreu em 14 de junho de 1645, durante a Guerra Civil na Inglaterra, perto da vila de Naseby. O Parlamento da Inglaterra venceu as forças do rei Charles I. A derrota da coroa na batalha acabou com as chances de vitória contra os parlamentares na guerra.

## A Batalha

### Antecedentes
O Exército Novo, liderado por Oliver Cromwell, havia começado uma ofensiva pouco tempo antes, quando eles invadiram e cercaram Leicester.
A batalha ocorreu num dia nublado, o que impossibilitou que ambos os exércitos se avistassem. Rupert, então, avançou para tentar encontrar os parlamentares, e achou alguns. Então ordenou que seu exército avançasse contra os parlamentares. Assim, a batalha começou.
Fairfax, o comandante dos parlamentares, inicialmente tentou avançar ao norte de Naseby. Cromwell acreditava que essa posição era muito forte e os monarquistas não iriam batalhar. Diz-se que ele enviou uma mensagem a Fairfax, dizendo: "Eu lhe suplico, retire-se para aquela colina, o que pode provocar o inimigo a nos atacar".  Fairfax concordou, e recuou um pouco seu exército.
Os monarquistas atacaram, assim como Cromwell esperava, e então a batalha começou.

### O confronto entre os parlamentares e monarquistas
A batalha começou quando os monarquistas atacaram os parlamentares. Houve apenas uma troca de tiros, até que os combatentes inciaram uma luta corpo a corpo. A ala esquerda parlamentar foi facilmente derrotada pelos monarquistas, enquanto a ala direita parlamentar continuava enfrentando outros monarquistas. A batalha seguiu intensa, quando os monarquistas recuaram. Os parlamentares continuaram a perseguir os sobreviventes, quando os monarquistas cometeram um erro fatal ao errar o caminho de fuga e ser encontrados pelos parlamentares.